# イグナシオ・アギレサバラ
チリ2世（Chirri II）ことイグナシオ・アギレサバラ・イバルビア（Ignacio Agirrezabala Ibarbia、1909年5月10日 - 1979年9月9日）は、スペイン・バスク州ビルバオ出身の元サッカー選手。現役時代のポジションはFW。

## 経歴
1935年に26歳で現役から引退するまでアスレティック・ビルバオでプレーし、1920年代後半から30年代前半にかけてのクラブの黄金期を支えた。
スペイン代表では1928年4月22日のイタリア代表戦でデビューし、通算4試合に出場した。

## 人物
兄であるチリ1世ことマルセリーノ・アギレサバラも同じくサッカー選手であり、1924年のパリオリンピックに出場した。

## タイトル

### クラブ
アスレティック・ビルバオ
- プリメーラ・ディビシオン : 3回 (1929-30, 1930-31, 1933-34)
- コパ・デル・レイ : 4回 (1929-30, 1930-31, 1931-32, 1932-33)